# Lars Pensjö
Lars Pensjö je švédský programátor, známý především jako autor programovacího jazyka LPC a programátor jeho základní implementace LPMud a zakladatel prvního v LPC naprogramovaného MUDu Genesis LPMud.
Lars Pensjö vystudoval Chalmersovu technickou univerzitu v Göteborgu. V současnosti pracuje pro finskou společnost Tieto a žije v Göteborgu se svou ženou a dětmi. 